# 漢方医
漢方医（かんぽうい）は、脈診・腹診・舌診など伝統中国医学（東洋医学）の手法で診察し、証を建て、生薬で構成された漢方薬を処方して治療をする医師のことである。

## 漢方医と蘭方医
江戸後期まで、医術といえば伝統医療のことであり、わざわざ「漢方医」と名乗ることはなかった。徳川家治の時代に、杉田玄白や前野良沢らによる「蘭学」が始まったことから、これらを勉強した医師「蘭方医」が登場。明治期になると、それまで蘭方と呼ばれていた西洋医学が正当な医術となり、今までの伝統的な医術を行う医師のことを漢方医と呼ぶようになった。

## 漢方医と中医
伝統的な中国医学の治療家という意味では、中国における中医と同じであるが、中国では、中医が薬術と鍼灸を併用して行っているのに対し、日本では二つが分業になっている。これは伝統的に、日本では視覚障害者が多く鍼医となり、とくに元禄時代に活躍した杉山和一の門から多くの優れた盲人の鍼医が輩出し、盲人特有の指先の勘の鋭さと繊細な技術による優れた文化を創ったため、明治以降も鍼と按摩は医療とは別の制度が作られ、現在に至っている。

## 日本の著名な漢方医
- 吉益東洞 - 古方派（こほうは）を代表する医師の一人。
- 香川修徳（香川修庵[1]） - 医学全書「一本堂行余医言」を1807年（文化4年）に発刊する[2]。古方派。
- 石丸周吾 - 1818年（文政元年）頃に私立の精神科診療所、石丸癲狂院（のちの石丸病院）を開院させる[3]